# Shunji Iwai
Pour les articles homonymes, voir Iwai.
Shunji Iwai (岩井 俊二, Iwai Shunji) est un réalisateur et scénariste japonais, né le 24 janvier 1963 à Sendai.

## Filmographie sélective

### Cinéma
- 1994 : Undo
- 1995 : Love Letter[1]
- 1995 : Fireworks, Should We See It from the Side or the Bottom? (打ち上げ花火、下から見るか? 横から見るか?, Uchiage hanabi, shita kara Miruka? Yoko kara Miruka??) (sortie cinéma du téléfilm de 1993[2])
- 1996 : Fried Dragon Fish (sortie cinéma du téléfilm de 1993[2])
- 1996 : Picnic (ピクニック, Pikunikku?)
- 1996 : The Legend of Homo-Aquarellius (Acri)
- 1996 : Swallowtail and Butterfly (スワロウテイル, Suwarōteiru?)
- 1998 : Histoire d'avril (四月物語, Shigatsu monogatari?)[3]
- 2001 : All About Lily Chou-Chou (リリイ・シュシュのすべて, Rirī Shushu no subete?)
- 2002 : Jam Films (ジャム フィルムズ?) (segment Arita)
- 2004 : Hana and Alice (花とアリス, Hana to Arisu?)
- 2006 : Ichikawa Kon monogatari (市川崑物語?)
- 2009 : New York, I Love You (segment Shunji Iwai)
- 2012 : Vampire (ヴァンパイア, Banpaia?)
- 2015 : Hana et Alice mènent l'enquête (花とアリス殺人事件, Hana to Arisu satsujin jiken?)
- 2016 : A Bride for Rip Van Winkle (リップヴァンウィンクルの花嫁, Rippu Van Winkuru no hanayome?)[4]
- 2020 : Last Letter (ラストレター, Rasuto retā?)

### Télévision
- 1992 : Geshi monogatari (夏至物語?) (court-métrage)
- 1992 : Ghost Soup (téléfilm)
- 1993 : Fried Dragon Fish (téléfilm)
- 1993 : Fireworks, Should We See It from the Side or the Bottom? (打ち上げ花火、下から見るか? 横から見るか?, Uchiage hanabi, shita kara Miruka? Yoko kara Miruka??) (téléfilm)

## Distinctions
- Prix du nouveau réalisateur de la Directors Guild of Japan 1993 pour Fireworks, Should We See It from the Side or the Bottom?[5]
- Prix du meilleur réalisateur débutant, lors des Japanese Professional Movie Awards 1995 pour Undo
- Prix du meilleur film, lors des Kinema Junpo Awards 1996 pour Love Letter
- Prix du meilleur film asiatique, lors du festival FanTasia 1998 pour Swallowtail and Butterfly
- Prix du public, lors du Festival international du film de Pusan 1998 pour April Story
- Prix C.I.C.A.E., lors du Festival de Berlin 2002 pour All About Lily Chou-Chou
- Prix du jury, lors du Festival international du film de Shanghai 2002 pour All About Lily Chou-Chou